# Ambikapur Part-X
Ambikapur Part-X is een census town in het district Cachar van de Indiase staat Assam. 

## Demografie
Volgens de Indiase volkstelling van 2001 wonen er 10014 mensen in Ambikapur Part-X, waarvan 53% mannelijk en 47% vrouwelijk is. De plaats heeft een alfabetiseringsgraad van 71%. 